# Ubuntu-Title
Ubuntu-Title è un carattere tipografico OpenType per titoli disegnato a mano da Andy Fitzsimon (ArtTeam) per l'uso sul sistema operativo Ubuntu e i suoi derivati.

Il logo ufficiale di Ubuntu Linux, usato dal 2004 al 2010.

Il font è stato usato per il logo di Ubuntu dal 2004 al 2010; a partire dall'ottobre 2010, con il rilascio della distribuzione 10.10 Maverick Meerkat, il logo ufficiale di Ubuntu si basa sul font Ubuntu Font Family.
È distribuito con una licenza GNU Lesser General Public License.